# 폴 A. 바란
폴 알렉산더 바란 (Paul Alexander Baran, 1909년 8월 25일 – 1964년 3월 26일)은 미국의 마르크스주의 경제학자였다. 1951년 바란은 스탠포드 대학교의 정교수로 승진했고 1964년 사망하였다. 폴 스위지와 함께 《독점 자본》을 공동 집필했다.
바란은 러시아 제국에서 태어났다. 멘셰비키였던 그의 아버지는 1917년에 러시아를 떠나 리투아니아 빌뉴스로 이주했다. 바란 가족은 베를린으로 이주한 다음 1925년에 모스크바로 돌아갔다. 그러나 Paul은 중등 학교를 마치기 위해 독일에 머물었다. 1926년에 그는 모스크바의 플레하노프 연구소에 다녔다. 그는 1928년에 농업 연구 조교로 임명을 받고 다시 독일로 떠났다. 바란은 프랑크푸르트 학파 사회 연구소와 협력하여 독일에 남아있었다.
나치 정권이 집권한 후 바란은 파리로 도망갔다가 다시 소련으로, 다시 리투아니아의 빌뉴스로 망명했다. 독일-소련 불가침 조약과 나치의 폴란드 침공 직전에 그는 미국으로 이주하여 하버드에 등록하고 석사 학위를 받았다. 자금이 부족하여 그는 박사 과정을 그만두고 브루킹스 연구소, 가격 관리국, 전략사무국에서 일했다. 그 후 바란은 미국 상무부에서 근무했으며 조지 워싱턴 대학교 에서 강의했다. 그 후 그는 학계에 합류하기 위해 사임하기 전에 뉴욕 연방준비은행에서 일했다.
바란은 1949년부터 스탠포드 대학교에서 가르치면서 미국에서 학업 경력을 쌓았다. 1949년부터 그는 폴 스위지와 리오 휴버먼이 편집한 《먼슬리 리뷰》 잡지의 편집 아이디어와 의견을 공식화하는 데 적극적으로 참여했다.